# الغواصة الألمانية يو-1271
غواصة يو-1271 غواصة يو بوت ألمانية من الفئة السابعة سي\41 بنيت لسلاح بحرية ألمانيا النازية كريغسمارينه، في أحواض بريمن-فيجيساك في بريمن خلال الحرب العالمية الثانية.